# Euphrasia disjuncta
Euphrasia disjuncta là loài thực vật có hoa thuộc họ Cỏ chổi. Loài này được Fernald & Wiegand mô tả khoa học đầu tiên năm 1915.